# Amphiesma stolatum
Amphiesma stolatum is een slang uit de familie toornslangachtigen en de onderfamilie waterslangen (Natricinae).

## Naam en indeling
De wetenschappelijke naam van de groep werd voor het eerst voorgesteld door Carl Linnaeus in 1758. Oorspronkelijk werd de wetenschappelijke naam Coluber stolatus gebruikt. De slang werd eerder aan andere geslachten toegekend, zoals Natrix, Tropidonotus en Rhabdophis. Het is tegenwoordig de enige soort uit het monotypische geslacht Amphiesma. Dit geslacht telde tot 2014 vele tientallen soorten, maar de meeste zijn ondergebracht in het geslacht Hebius.

## Uiterlijke kenmerken
Amphiesma stolatum bereikt een maximale lichaamslengte tot tachtig centimeter inclusief de staart. De staart is relatief kort. Het lichaam is relatief dik, de kop is duidelijk te onderscheiden van het lichaam door een duidelijke insnoering. De ogen zijn groot en hebben een ronde pupil.
De lichaamskleur is variabel en loopt uiteen van roodbruin tot groen of grijsachtig, vaak zijn twee lichtere lengtestrepen aanwezig die oranje tot geel van kleur zijn.
Op het midden van het lichaam zijn negentien rijen schubben in de lengte aanwezig, de onderzijde telt 118 tot 161 buikschubben.

## Levenswijze
De slang gebruikt holen van knaagdieren en termietenheuvels als schuilplaats. Op het menu staan kleine gewervelden zoals kikkers, zoogdieren en vissen en ook ongewervelden zoals insecten en schorpioenen worden gegeten. De vrouwtjes zetten twee keer per jaar eieren af, een legsel bestaat uit drie tot vijftien eieren.

## Verspreiding en habitat
De soort komt voor in delen van Azië en leeft in de landen Taiwan, China, Sri Lanka, India, Bhutan, Myanmar, Thailand, Vietnam, Laos, Cambodja, Nepal en Pakistan, mogelijk op de Andamanen.
De habitat bestaat uit tropische en subtropische laaglandbossen en graslanden, vaak in de buurt van water zoals oevers van rivieren, meren en in rijstvelden. De soort is aangetroffen van zeeniveau tot op een hoogte van ongeveer 2000 meter boven zeeniveau.